# Bianca (lune)
Pour les articles homonymes, voir Bianca.
Bianca (U VIII Bianca) est un satellite naturel d'Uranus.
Bianca fut découverte en 1986 par la sonde Voyager 2, d'où sa désignation temporaire S/1986 U 9. Elle fait partie du groupe de satellites Portia qui inclut aussi les satellites Cressida, Desdémone, Juliette, Portia, Rosalinde, Cupid, Belinda et Perdita. Excepté ses caractéristiques orbitales et une estimation de ses dimensions, on ne connaît que peu de chose à son sujet.
Elle tire son nom de la sœur de Katherine dans la pièce La Mégère apprivoisée de William Shakespeare.